# Église Saint-Martin de Lordelo
Modèle:Vior homonymes
L'église de São Martinho de Lordelo ou église de Lordelo do Ouro est située dans la paroisse de Lordelo do Ouro, dans la ville de Porto, au Portugal.

## Histoire
La construction de l'église a commencé en 1764, sur le site d'une petite chapelle. L'église, qui faisait partie du Padroado Real, ne fut achevée qu'en 1867, avec la construction du clocher. Les travaux ont été naturellement retardés, à la fois par les invasions françaises et par le drame du siège de Porto.
Le saint patron, São Martinho, est présent dans une niche au-dessus de la porte principale. En 1888, la façade et les clochers sont recouverts d'azulejos, œuvre de la disparue Fabrique de Céramique de Massarelos. Le corps de l'église ne sera couvert de la même manière qu'en 1949, après avoir été remanié en 1982.

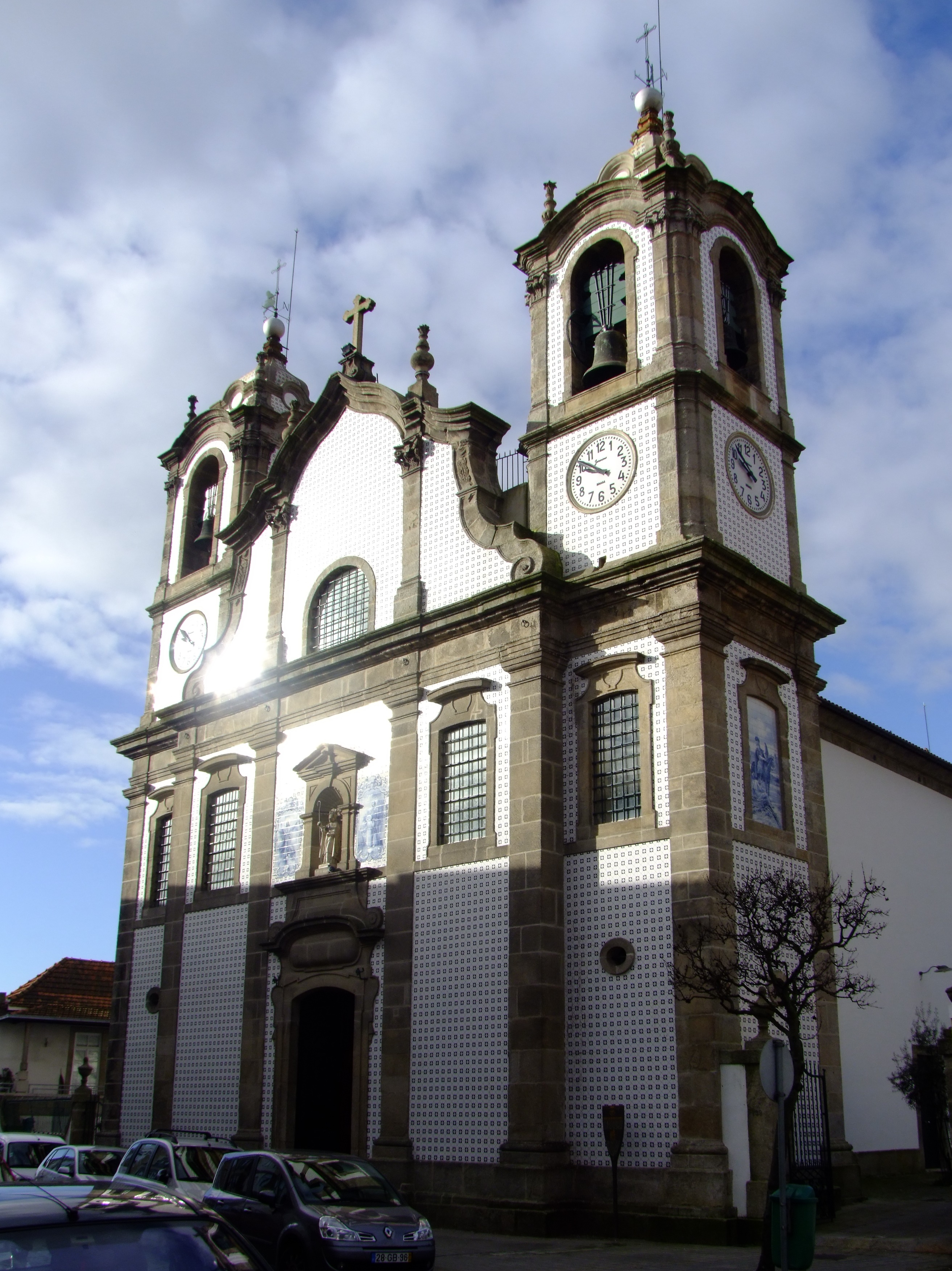
Façade principale.
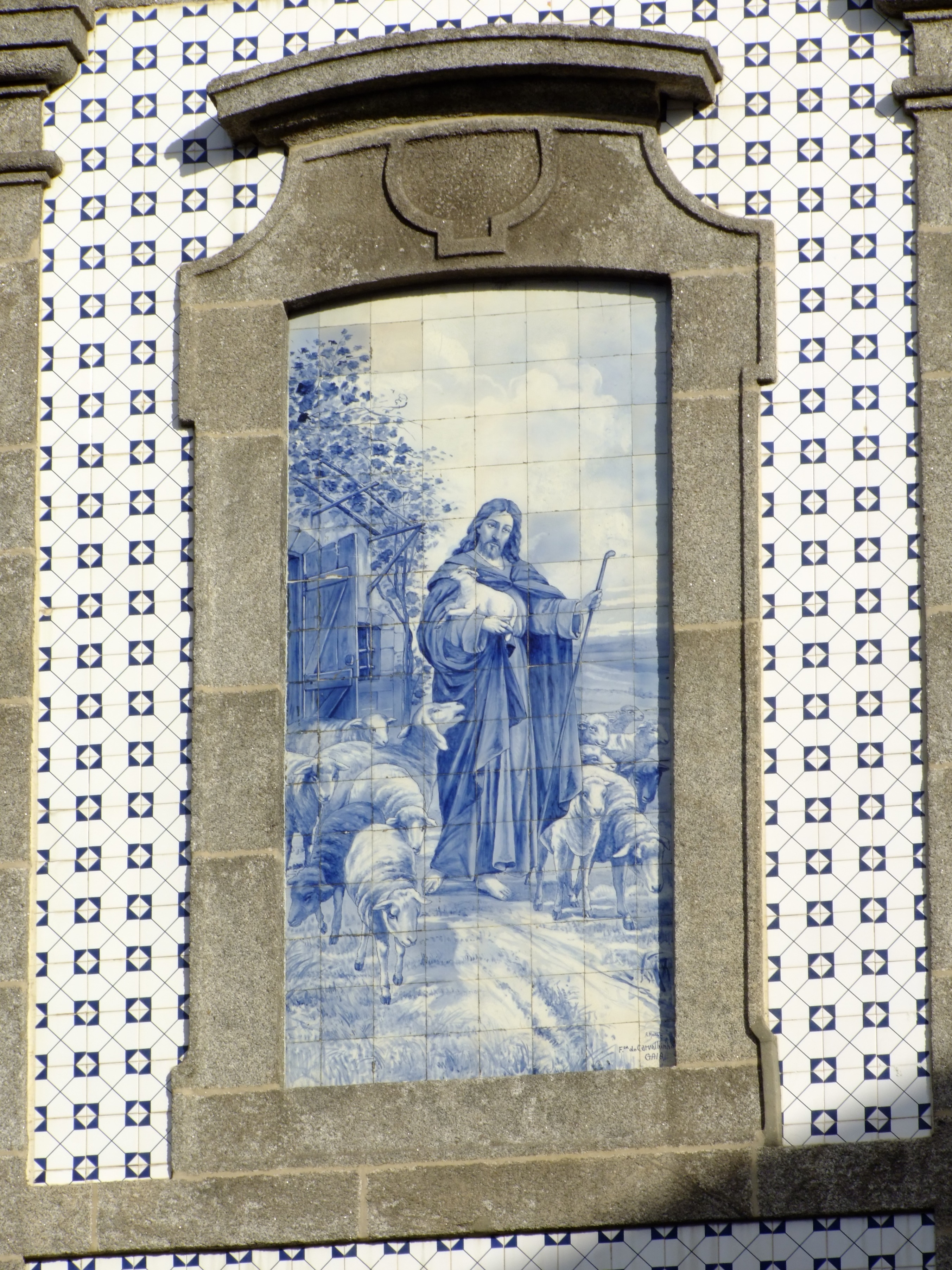
Azulejos de l'usine de céramique Carvalhinho, à Vila Nova de Gaia.